# Busch Stadium
Busch Stadium (ook wel New Busch Stadium of Busch Stadium III genoemd) is het honkbalstadion van de St. Louis Cardinals uitkomend in de Major League Baseball.
Busch Stadium opende zijn deuren op 4 april 2006. Het stadion, dat staat in de stad St. Louis, Missouri, is genoemd naar Gussie Busch, voormalig eigenaar van de St. Louis Cardinals, en voormalig president van Anheuser-Busch, de bierbrouwerij. Het stadion is de opvolger van het Busch Memorial Stadium, dat ook wel Busch Stadium II werd genoemd. Dat stadion werd door de Cardinals gebruikt van 1966 tot en met 2005. De jaarlijkse Major League Baseball All-Star Game werd op 14 juli 2009 in het stadion gehouden.

## Feiten
- Geopend: 4 april 2006
- Ondergrond: Poa Pratensis (Kentucky Bluegrass)
- Constructiekosten: 365 miljoen US $
- Architect: Populous (voorheen HOK Sport)
- Bouwer: Bliss & Nyitray Inc.
- Capaciteit: 45.494 (2018)
- Adres: Busch Stadium, 700 Clark Street, St. Louis, MO 63102 (U.S.A.)

## Veldafmetingen honkbal
- Left Field: 336 feet (102,4 meter)
- Left Center: 375 feet (114,3 meter)
- Center Field: 400 feet (121,9 meter)
- Right Center: 375 feet (114,3 meter)
- Right Field: 335 feet (102,1 meter)